# Synegia limitata
Synegia limitata là một loài bướm đêm trong họ Geometridae.